# Makrokosmos
Makrokosmos est une œuvre pour piano du compositeur américain George Crumb en quatre « volumes ». Le nom renvoie à Mikrokosmos, un cycle pour piano de Béla Bartók (1881-1945), compositeur hongrois que Crumb admirait particulièrement. Le premier volume a été composé en 1972, tandis que le dernier a été achevé début 1979 ; la création de l'intégrale a été exécutée par Yvar Mikhashoff, Aki Takahashi, Stephen Manes, Freida Manes, Jan Williams et Lynn Harbold à Buffalo (New York) le 12 juin 1980.

## Volume I
Le Volume I est composé en 1972 pour le pianiste David Burge, ami du compositeur qui lui avait auparavant commandé et créé ses Five Pieces for Piano (1962). Le cycle, sous-titré Twelve Fantasy-Pieces after the Zodiac (« Douze Pièces-Fantaisies d'après le Zodiaque »), est écrit pour piano amplifié. Il comporte douze morceaux, chacun ayant son titre propre et étant par ailleurs associé à un signe du Zodiaque dans un ordre différent de celui du calendrier.  
Première partie

1. Primeval Sounds (Genesis I) – (« Sons primordiaux ») – Cancer

2. Proteus – (« Protée ») – Poissons

3. Pastorale (from the Kingdom of Atlantis, ca. 10,000 B.C.) – (« Pastorale (venue du royaume de l'Atlantide, vers 10 000 av. J.-C. ») – Taureau

4. Crucifixus [SYMBOLE] – Capricorne
Deuxième partie

5. The Phantom Gondolier – (« Le Gondolier fantôme ») – Scorpion

6. Nigh-Spell I – (« Sortilège nocturne I ») – Sagittaire

7. Music of Shadows (for Aeolian Harp) – (« Musique des ombres (pour harpe éolienne) ») – Balance

8. The Magic Circle of Infinity (Moto Perpetuo) – (« Le Cercle Magique de l'Infini (moto perpetuo) ») [SYMBOLE] – Lion
Troisième partie

9. The Abyss of Time – (« L'abîme du Temps ») – Vierge

10. Spring-Fire – (« Printemps-Feu ») – Bélier

11. Dream Images (Love-Death Music) – (« Images oniriques (musique d'amour-mort) ») – Gémeaux

12. Spiral Galaxy – (« Galaxie spirale ») [SYMBOLE] – Verseau
La partition du dernier morceau de chaque partie forme une image : une croix (morceau 4), un anneau (morceau 8) et une spirale (morceau 12). 
Le Volume I a été créé par Burge au Colorado College, à Colorado Springs, le 8 février 1973.

## Volume II
Le Volume II est achevé en 1973. Reprenant essentiellement la structure Volume I, il porte le même sous-titre (Twelve Fantasy-Pieces after the Zodiac) et est également écrit pour piano amplifié. Pour Crumb, les deux volumes forment une séquence de 24 pièces fantastiques. Le Volume II comprend les morceaux suivants :
Première partie

1. Morning Music (Genesis II) – (« Musique du matin (Genèse II) ») – Cancer

2. The Mystic Chord – (« L'accord mystique ») – Sagittaire

3. Rain-Death Variations – (« Variations pluie-mort ») – Poissons

4. Twin Suns (Doppelgänger aus der Ewigkeit) – (« Soleils jumeaux (Sosies venus de l'éternité) ») [SYMBOLE] – Gémeaux
Deuxième partie

5. Ghost-Nocturne: for the Druids of Stonehenge (Night-Spell II) – (« Nocturne-Fantôme : pour les druides de Stonehenge (Sortilège nocturne II) ») – Vierge

6. Gargoyles – (« Gargouilles ») – Taureau

7. Tora ! Tora ! Tora ! (Cadence Apocalittica) – Scorpion

8. A  Prophecy of Nostradamus – (« Prophétie de Nostradamus ») [SYMBOLE] – Bélier
Troisième partie

9. Cosmic Wind – (« Vent cosmique ») – Balance

10. Voices from "Corona Borealis" – (« Des voix de la Couronne boréale ») – Verseau

11. Litany of the Galactic Bells – (« Litanie des Cloches Galactiques ») – Lion

12. Agnus Dei [SYMBOLE] – Capricorne
Comme pour le Volume I, la partition du dernier morceau de chaque partie forme une image : deux anneaux côte à côte (morceau 4), un cauri (morceau 8) et un symbole « Peace and Love » (morceau 12).
Le Volume II a été créée par Robert Miller à l'Alice Tully Hall de New York le 12 novembre 1974.

## Volume III
Considérablement différent des deux premiers, le troisième volume est un cycle de morceaux achevé en 1974 et intitulé Music for a Summer Evening (« Musique pour un soir d'été »). Commandée par la Fromm Music Foundation pour le Swarthmore College, l'œuvre est écrite cette fois pour deux pianos amplifiés et deux percussionnistes et ne fait plus allusion au Zodiaque. Le contenu est le suivant :
1. Nocturnal Sounds (The Awakening) – (« Sons nocturnes (L'Éveil) »)
2. Wanderer-Fantasy
3. The Advent – (« L'Avènement ») comprenant Hymn for the Nativity of the Star-Child (« Hymne pour la Nativité de l'Enfant-Étoile »)
4. Myth – (« Mythe »)
5. Music of the Starry Night – (« Musique de la nuit étoilée »)

Trois des pièces portent une épigraphe : celle de la pièce 1 est tirée du poème L'île d'Ulysse de Salvatore Quasimodo, celle de la pièce 3 de Pascal, et celle de la pièce 5 de Rilke. Music for a Summer Evening a été créé par Gilbert Kalish et James Freeman (pianos) et Raymond DesRoches et Richard Fitz (percussions) au Swarthmore College, en Pennsylvanie, le 30 mars 1974.
Selon John Keillor : « Makrokosmos III est une œuvre si réussie et si ouverte que c'est une des œuvres de chambre d'avant-garde les plus fréquemment jouées de la seconde moitié du XXe siècle. » 

## Volume IV
Le quatrième volume s'intitule Celestial Mechanics (« Mécaniques célestes ») et sous-titré Cosmic Dances for Amplified Piano, Four Hands (« Danses cosmiques pour piano amplifié à quatre mains »). Il a été achevé en avril 1979. Chaque morceau porte un nom d'étoile
1. Alpha Centauri (« Alpha du Centaure »)
2. Beta Cygni
3. Gamma Draconis
4. Delta Orionis

Le cycle a été créé par Gilbert Kalish et Paul Jacobs à l'Alice Tully Hall de New York le 18 novembre 1979.

## Enregistrements
- Parties I-III : Yoshiko Shimizu (piano), Rupert Struber (percussions), KAIROS (label), 2018 [2]
- Parties I-II : Stéphanos Thomopoulos (piano), Printemps des Arts de Monte Carlo, http://printempsdesarts.com/fr/collection-cd, 2018